# Scardamia todillaria
Scardamia todillaria là một loài bướm đêm trong họ Geometridae.